# Patterson-Gletscher
Der Patterson-Gletscher ist ein 22 km langer Talgletscher in den Boundary Ranges in Alaska (USA). Der Gletscher wurde 1879 nach Carlile Pollock Patterson (1816–1881), dem 4. Superintendenten des U.S. Coast and Geodetic Survey, benannt.

## Geografie
Der 56 km² große Patterson-Gletscher befindet sich innerhalb des Tongass National Forest im Alaska Panhandle. Die Gletscherzunge liegt 25 km nordöstlich von Petersburg. Der Gletscher bildet ähnlich dem benachbarten Baird-Gletscher einen westlichen Auslass der Stikine Icecap. Das Nährgebiet des Gletschers liegt auf einer Höhe von 1400 m und grenzt im Osten an den LeConte-Gletscher. Der 1,1 km breite Patterson-Gletscher strömt anfangs in nordwestlicher Richtung und biegt dann nach Südwesten ab. Der Gletscher erreicht nicht das Meer, sondern endet auf etwa 50 m Höhe am Gletscherrandsee Patterson Lake, der über den 14 km langen Patterson River zur Thomas Bay, einer Seitenbucht des Frederick Sound, entwässert wird. In den letzten 30 Jahren zog sich der Gletscher immer mehr zurück, so dass sich der Gletscherrandsee stetig vergrößerte. Die jährliche Rückzugsrate liegt bei etwa 40 m.

## Tourismus
Der Patterson-Gletscher ist am einfachsten per Wasserflugzeug von Petersburg zum Gletscherrandsee erreichbar. Alternative Zugangsmöglichkeiten von der Thomas Bay aus erfordern die Nutzung von Packrafts.